# Алексиопол
Алексиопол, известен и като Алексиополис (на средногръцки: Ἀλεξιούπολιν), Неокастрон (на средногръцки: Νεόκαστρον – „нова крепост“), е средновековен павликянски град, създаден между Средна гора и Пловдив в началото на XII век от император Алексий I Комнин. Точното местоположение на града не е идентифицирано.

## История
Дори след неуспеха на въстанието на Травъл през 1086 г. павликяните в Северна Тракия продължават да създават проблеми на Византия. През 1114 г. Алексий I Комнин решава да се справи с тях, като ги убеди да се откажат от павликянството и да приемат православието. Той пристига в Пловдив и започва дебати с павликянските водачи. Никейският епископ Евстратий му помага в теологическите спорове. В резултат на срещите някои от водачите се отказват от учението си. По-късно споровете са пренесени в Цариград, където някои от водачите сменят вярата си, а други са хвърлени в затвора.
Разкаялите се павликянски първенци получават дарове и са вписани в избраните на императора войски. За останалите обикновени павликяни, сменили вярата си, през 1115 г. императорът строи нов град близо до Пловдив, от другата страна на река Марица. Градът е наречен Алексиопол, но населението го наричало Неокастрон (нова крепост). Алексий им раздава ниви, лозя, къщи и други недвижими имоти в плодородни свободни земи с право да се наследяват. Някои от тях продължават да изповядват старата си вяра и по-късно се установяват отново в Пловдив. С този си акт император Алексий Комнин превръща бившите си съюзници - павликяните по българските земи - от мощна сила в малцинство.
През 1147 г. има сведения за свади между германски рицари от Втория кръстоносен поход и граждани на Алексиопол. През 1153 г. арабският географ Идриси поставя Алексиубули (Алексиопол) в списъкa на забележителните и прочути градове в Румане. От 1204 г. до 1248 г. Алексиопол е баронство (окръг) в Пловдивското херцогство на Латинската империя.
След падане на Пловдивско под османска власт през 1364 г., павликяните от този район се изселват в Никополско, вероятно по това време Алексиопол е изоставен и престава да съществува.

## Хипотези за местоположението на Алексиопол
В исторически изследвания след Освобождението една от хипотезите е, че Хисаря е римският Диоклеционопол и средновековният Алексиопол. Тази теза се отхвърля, поради факта че в Пловдивското херцогство са съществували два различни окръга – Диоклеционопол и Алексиопол.
В историческите изследвания преди Втората световна война се поддържа хипотезата, че новооткрити развалини до село Старосел са останки от града. Поради близостта на Старосел и Хисаря е малко вероятно двете населени места да са отделни баронства в Латинската империя.
В „Няколко думи като допълнение към историческата карта на България (от VII до XIV век включително)“, издадена през 1898 г., авторът Христо Милев пише за някои „едновремешни" несъществуващи градове и села, местоположението на които историята още не е определила. Едно от тях е Алексиополис. За него авторът пише, че развалините на този град лежат в Сърнегорска околия, няколко километра на изток от големите павликянски села Калъчлии и Балтаджии (днес квартали на град Раковски) и през него е минавал римският път от Хисаря за Цариград. Следващата година излиза книгата на Константин Иречек „Княжество България", в която той съобщава, че Атилио Такела, поддиректор на Пловдивската народна библиотека, му е съобщил, че през лятото на 1897 г. при разкопките на няколко могили при село Калъчлии, вдясно на пътя от Пловдив за Брезово, 2 км на югоизток от селото са открити около една развалена стара чешма основите на стар град. Близо до основите вървял развален стар римски път, който идвал навярно откъм Хисаря. В своето изследване през 1989 г. проф. Божидар Димитров също лансира тезата, че градът Алексиопол е бил в земите на днешния град Раковски. В изследването се посочват фактът, че градът е създаден за орачи, копачи и овчари от павликянското население, което предполага, че мястото му е било в равнината. През 2010 г. Димитър Маневски в списание „Българска наука“, освен че поддържа същата теза за местоположението на града, твърди и че градът крепост е построен още по време на въстанието на Травъл за защита на Пловдив от бунтуващите се павликяни, които са били разположени в крепостта Белятово.
Някои археолози предполагат, че градът Алексиопол(ис) е бил късноримската крепост Карасура, край село Рупките, Чирпанско. Но тази теза също се оспорва поради наименованието на града, дадено от населението – Нова крепост.
В османските регистри от XVI в. пловдивското село Маноле, което се намира на североизток от Пловдив и на север от река Марица, фигурира с името Алекси(كلو). Няма данни за произхода на този топоним и дали е свързан с името на Алексий I Комнин (на турски: Aleksi Komnen).